# 大丸遺跡 (稲城市)
座標: 北緯35度38分50.3秒 東経139度29分22.0秒 / 北緯35.647306度 東経139.489444度
大丸遺跡（おおまるいせき）は、かつて東京都稲城市大丸にあった複合遺跡。別名「多摩ニュータウンNo.513遺跡」。発掘調査で、縄文時代から古墳時代、奈良時代、室町時代、江戸時代に至る多くの時代、多くの種類の遺跡が見つかった。

## 概要
多摩ニュータウン地域の開発のため、稲城市域での土地造成が活発に行われた、1980年（昭和55年）から1986年（昭和61年）にかけて調査が行われた。
多摩丘陵の一部に当たる大丸地区の小高い里山を造成して切り崩す過程で東京都埋蔵文化財センターによって発掘され、縄文時代の土坑群や古墳時代の横穴墓、さらに奈良時代に武蔵国の国府（府中市）や武蔵国分寺（国分寺市）に葺かれた屋根瓦を製造した瓦窯跡（この遺跡の西にある「瓦谷戸窯跡」よりやや古い時代のものである）、室町時代の城（大丸城）・経塚・墓・板碑、江戸時代の神社跡や地下室（ムロ）などがまとまって見つかった。これら同一エリアに積み重なった時代の違う遺跡たちを一括りにして、複合遺跡の「大丸遺跡」または「多摩ニュータウンNo.513遺跡」と呼んでいる。
発掘調査後の遺跡は、山ごと切り崩されてしまったので現在はほとんど残っていない。大丸城についての説明看板が街の一角に立つ程度である。ただし古代瓦や経塚などから出土したものは、東京都指定の有形文化財（考古資料）となり、東京都埋蔵文化財センターが保有している。

## 参考図書
- 稲城市教育委員会生涯学習課（編）「発掘された瓦谷戸窯跡」『文化財ノート』第42号、稲城市、2002年3月29日。
- 稲城市教育委員会生涯学習課1（編）「大丸遺跡（その一）-大丸城と墓跡・経塚・板碑群-」『文化財ノート（再版）』第24号、稲城市、2011年3月4日。
- 稲城市教育委員会生涯学習課2（編）「大丸遺跡（その二）-奈良時代の瓦窯跡-」『文化財ノート（再版）』第25号、稲城市、2011年3月4日。